# Departamento de Chingueti
Chingueti es un departamento de la región de Adrar, en Mauritania. En marzo de 2013 presentaba una población censada de 6811 habitantes. Está formado por las siguientes comunas, que se muestran asimismo con población de marzo de 2013:
- Aïn Savra 2,011
- Chingueti 4,800